# Аминий
Аминий — посол боспорской царицы Динамии в Херсонес в конце I века до н. э.
О после боспорской царицы Динамии в Херсонес Аминии стало известно из обнаруженного на акрополе Херсонеса текста частично сохранившегося почётного декрета, высеченного на мраморной стеле. По мнению И. А. Макарова, между двумя государствами, по всей видимости, был заключен договор о военном союзе. Кадеев В. И. отметил, что речь идет о сохранении симмахии, установившейся при Полемоне I. С. Ю. Сапрыкин, обратив внимание на эту и другую найденные надписи, где упоминается Динамия без указания на её мужей, посчитал, что она, после разрыва в Полемоном около 13/12 г. до н. э., удалившаяся в азиатскую часть, возглавила борьбу с Римом и её ставленником. Возможно, Аминию была дарована проксения, являвшаяся нередкой в то время наградой для послов.